# Uplaz
Uplaz (polsky Obłaz, 1042 m n. m.) je hora v Kysuckých Beskydech na slovensko-polské státní hranici. Nachází se v hlavním hřebeni mezi vrcholy Veľký Príslop (1044 m) na severu a Veľká Rača (1236 m) na jihozápadě. Severozápadní svahy spadají do údolí potoka Oščadnica, jihovýchodní do údolí potoka Racza. Přes vrchol prochází Hlavní evropské rozvodí a dálková turistická trasa Główny Szlak Beskidzki.

## Přístup
- po červené  značce z vrcholu Kykula nebo Veľká Rača